# 格陵兰海
格陵兰海是北冰洋和北大西洋交界的一个海域，是挪威海的一部分。位于格陵兰、斯瓦尔巴群岛、扬马延岛和冰岛之间。平均水深为1,450米，最大深度为5,600米，面积约1,205,000平方公里。

## 地理情况
格陵兰海西靠格陵兰岛，南接丹麦海峡与冰岛。东南处隔扬马延岛与广阔的挪威海相望（也可以认为格陵兰海是其一部分）。东北处延伸至斯瓦尔巴群岛。格陵兰海通常被定义为北冰洋的一部分，有时候又是大西洋的。不过，关于“北冰洋”的定义趋向于不精确或者说是有些武断。在通常情况下“北冰洋”会不包括格陵兰海。

## 洋流
格陵兰海是北冰洋海水向大西洋流动的主要渠道。北大西洋漂流向北到达北冰洋后，因冷却而下沉，继而向南回流，成为寒冷的东格陵兰洋流。东格陵兰洋流也是北极近极地环流的组成部分。

## 动物
格陵兰海的主要动物种类包括各种低等浮游类、无脊椎动物、鱼类（鳕鱼、鲱鱼、红大马哈鱼、大比目鱼、欧洲鲽鱼等）、鸟类以及哺乳动物（鳍足类的海豹、海象，鲸鱼与海豚）。

## 图集

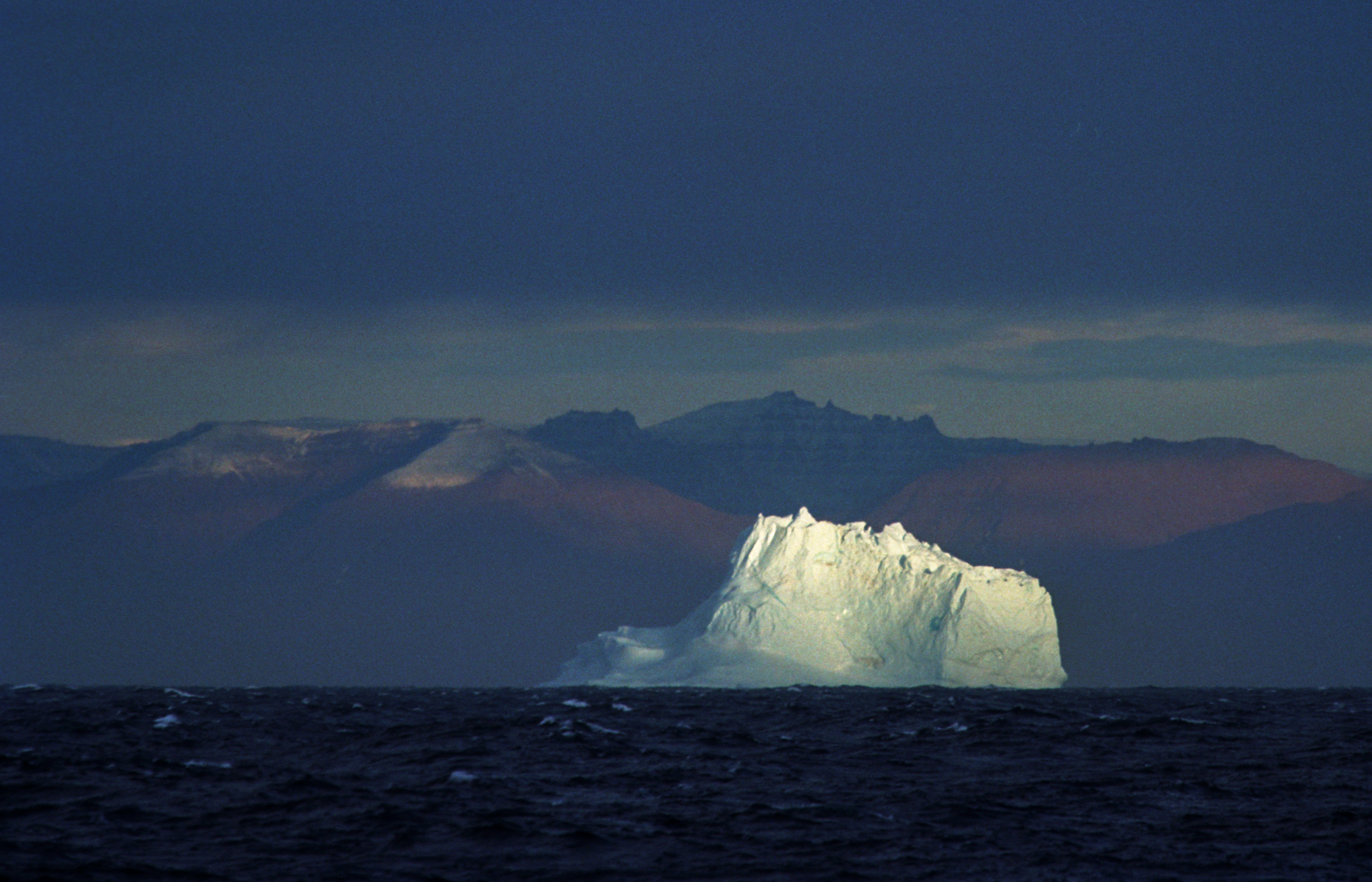
格陵兰海的浮冰
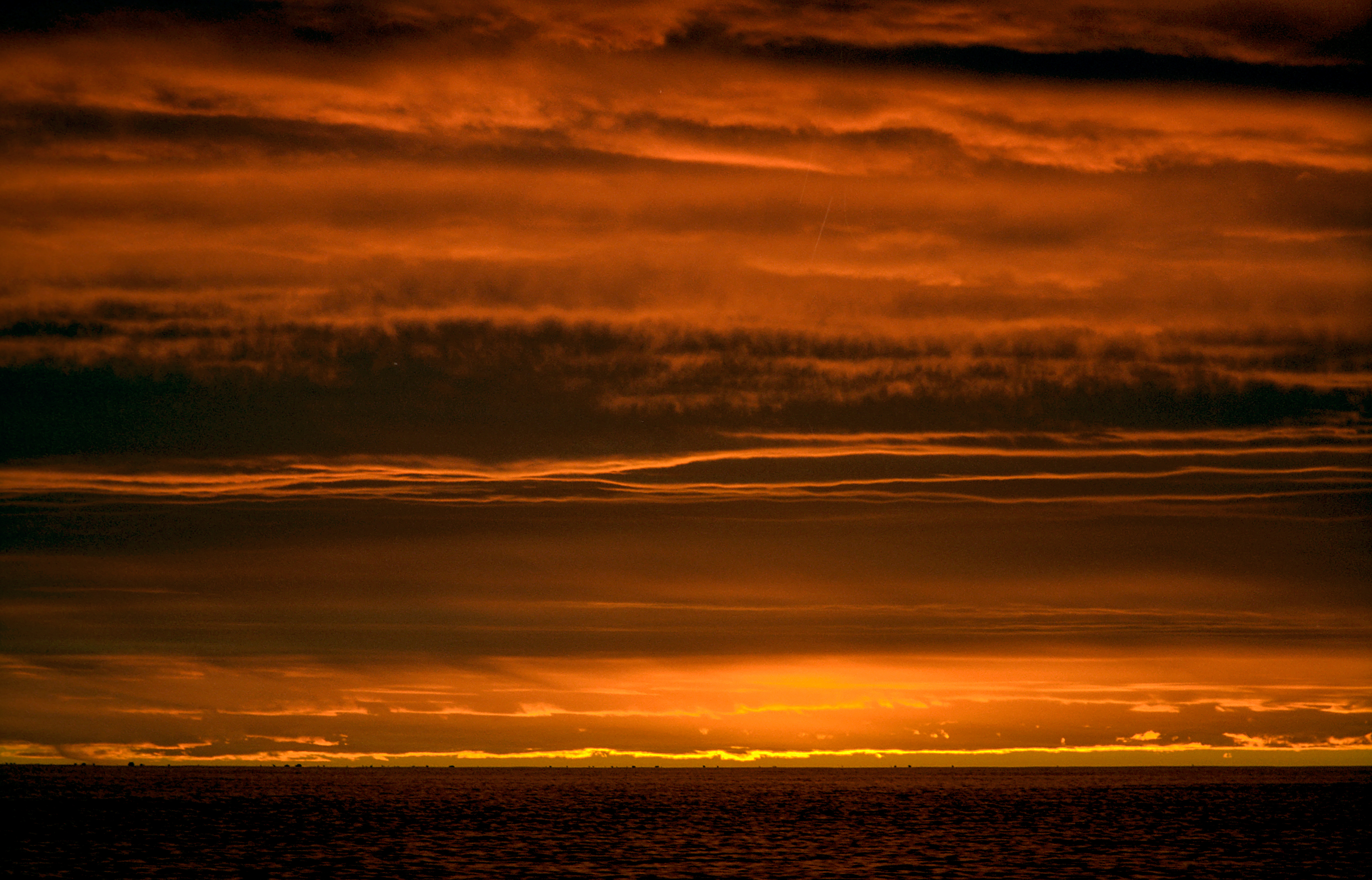
格陵兰海的夏夜